# Muscolo massetere
Il muscolo massetere è uno dei quattro muscoli masticatori fusiformi (gli altri tre sono il muscolo temporale, il muscolo pterigoideo laterale e il muscolo pterigoideo mediale).

## Struttura
È una robusta lamina muscolare di forma rettangolare, e unisce l'arco zigomatico all'angolo della mandibola. Si compone di un capo superficiale e uno profondo ed è rivestito dalla fascia masseterina.

## Origine e inserzione
Il capo superficiale origina dal terzo anteriore del margine inferiore dell'arco zigomatico ed è diretto in basso e indietro; il capo profondo presenta diversa origine: terzo centrale e posteriore del margine inferiore dell'arco zigomatico.
I due capi si uniscono in un ventre e si inseriscono alla tuberosità masseterina della faccia laterale del ramo mandibolare.
Tra i muscoli masticatori, il massetere è quello che si trova più vicino alla cute.

## Innervazione
Il muscolo massetere è innervato dal ramo masseterino del nervo mandibolare.

## Azione
Contraendosi, consente l'elevazione della mandibola e insieme con il muscolo pterigoideo mediale è il muscolo determinante per la forza occlusale massima. È anche responsabile della forza di triturazione (al livello dei molari), coinvolto nel digrignamento dei denti sia nella forma statica (serramento), sia in quella dinamica (bruxismo).
Il capo superficiale si attiva nel movimento di protrusione. Il dolore viene proiettato al sopracciglio, alla parte anteriore della mandibola, ai denti molari superiori e inferiori, alle parti profonde dell'orecchio e alle parti profonde della regione dell'ATM. Il capo profondo ha invece una componente di retrusione della mandibola.

## Palpazione
La parte anteriore dell'inserzione del capo profondo è palpabile al livello dei secondi molari inferiori ed è responsabile del disegno concavo (incisura masseterina) delle basi protesiche ad appoggio mucoso.